# 石岡区

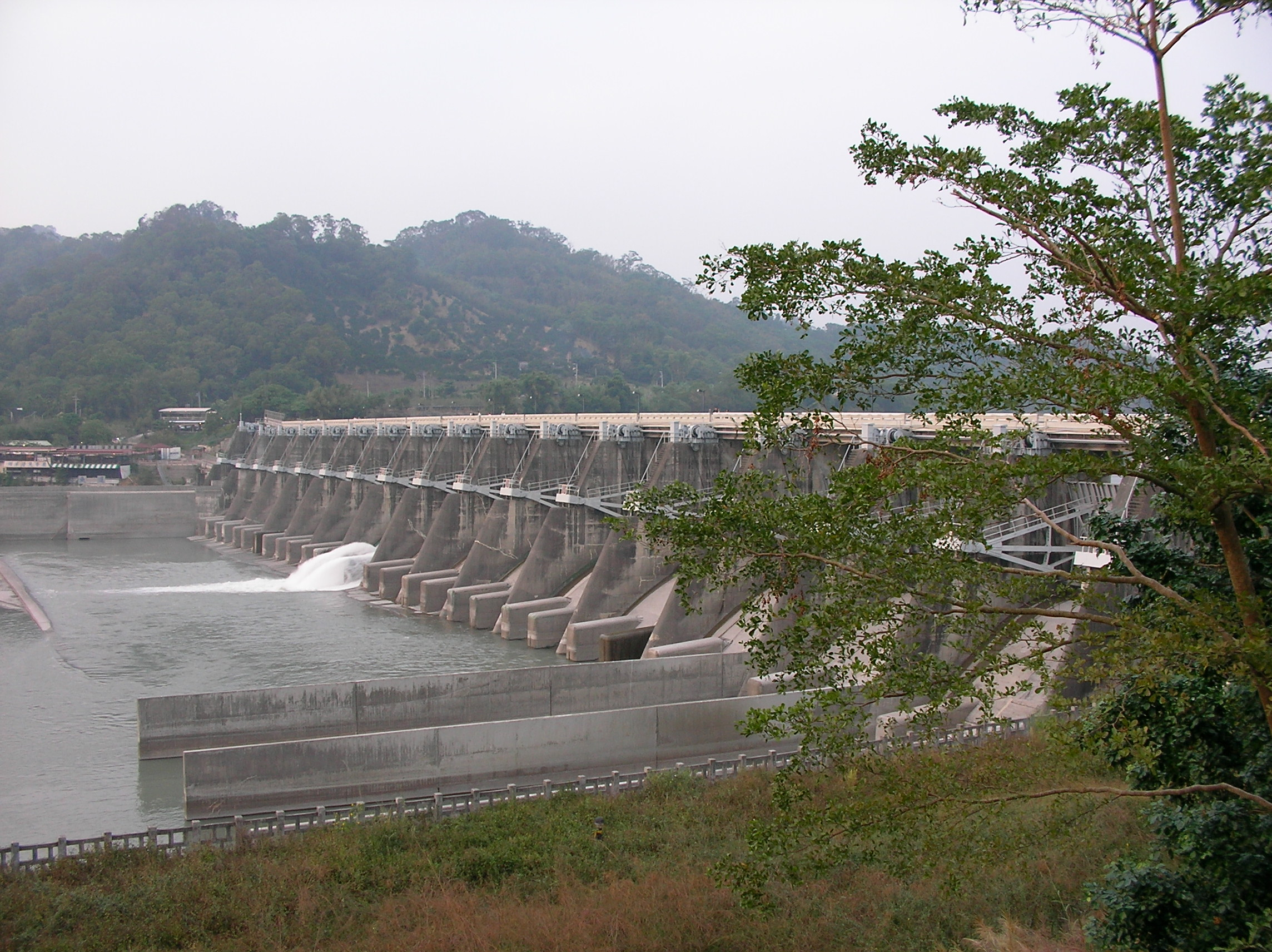
石岡区側から望む大甲渓を仕切る石岡ダム。向こう側は東勢区

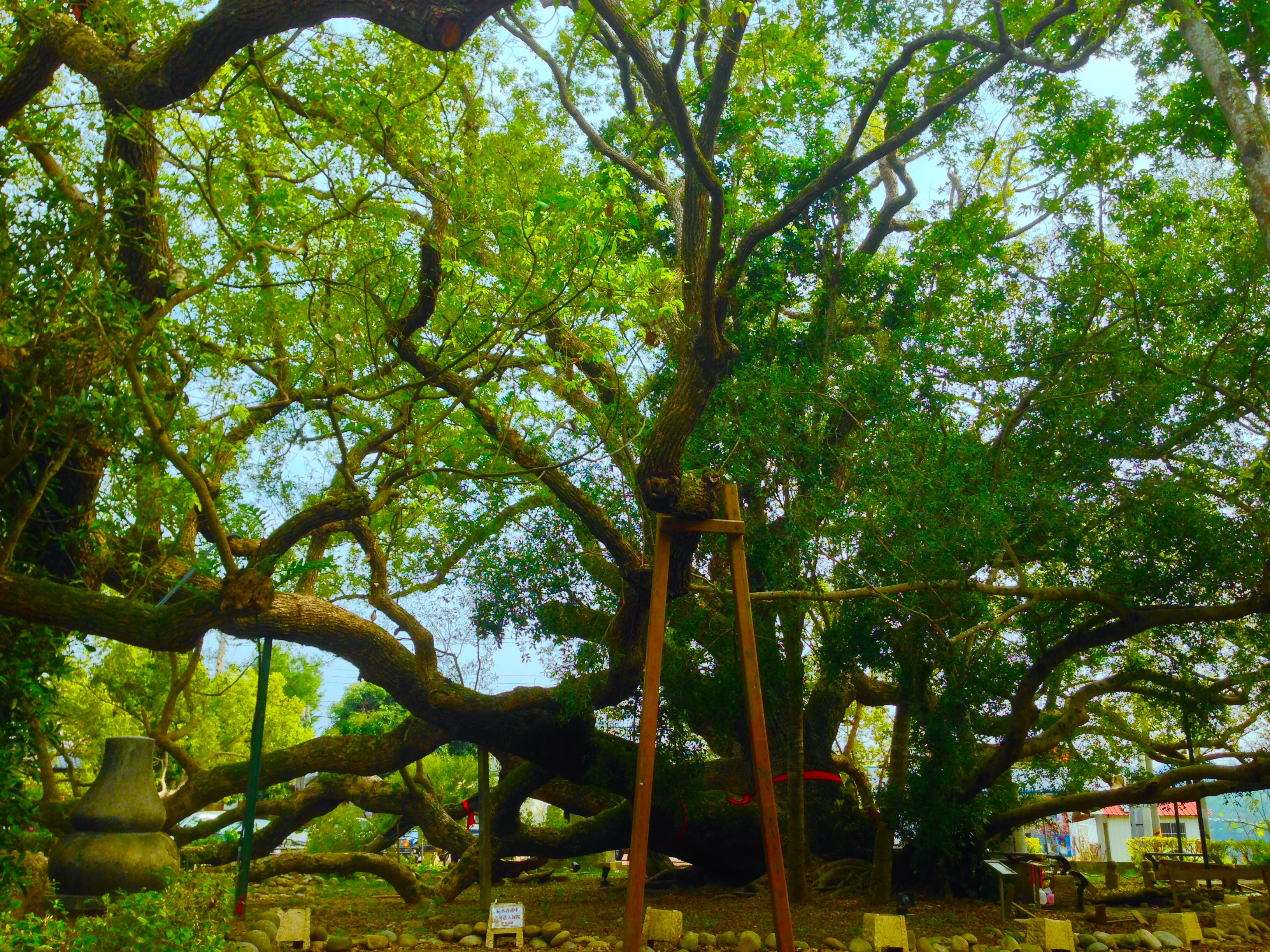
五福臨門神木

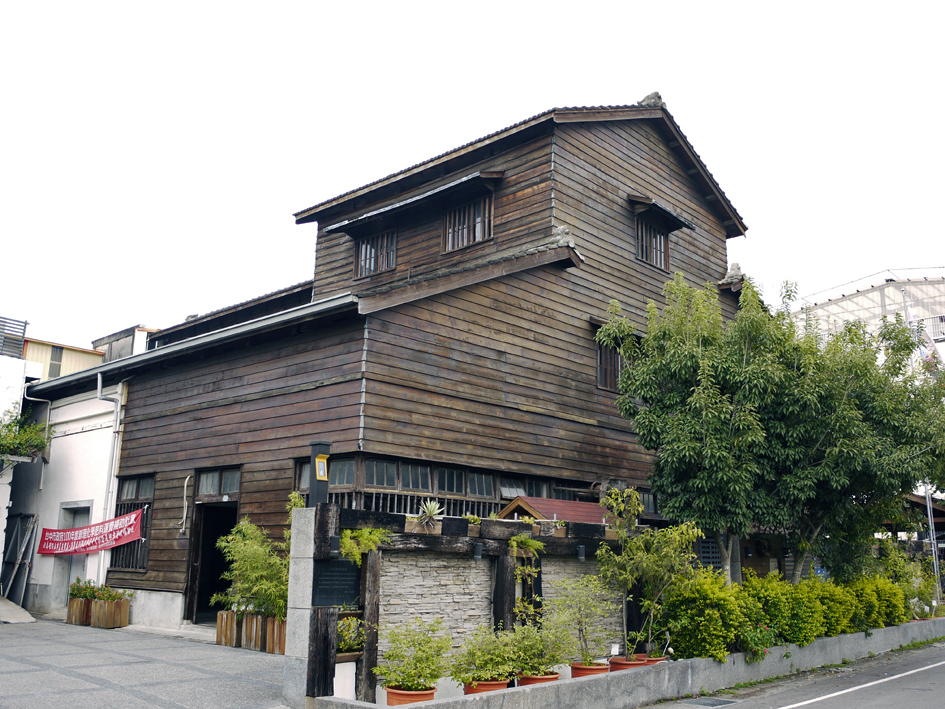
石岡農会精米穀倉

石岡区（シーガン/せきこう/いしおか-く）は台中市の市轄区。

## 地理
石岡区は台中市東北部に位置し、大甲渓と新社河に挟まれた谷地に位置している。東北は大甲渓を隔てて東勢区と、南は新社区と、西は豊原区とそれぞれ接している。総面積計は18.2105km2である。地勢は西南に及び北端が山岳地帯となっており、中間に狭い平原が広がっている。東西は約6.326km 、南北は4.579kmとなっている。

## 歴史
石岡の旧称は「石崗仔」であり、元来大甲渓南岸の砂州に位置し、石礫が広がる地であったことよりこの名が付けられた。
石岡は拍仔海平埔族（Pazeh）樸仔籬群（Varutto）の社寮角社の居住地であり、また早期には泰雅族（Atrayal）も活動していた。康熙年間末になると石岡への客家人がによる入植が開始された。乾隆26年には漢人による開発は現在の土牛村にまで及び、土牛が漢番の境界とされ漢人がこの境界を越えて入植することは厳しく禁じられていた。清代初期は彰化県猫霧栜東西堡に帰属していた石岡地区は、乾隆中期になると栜東上下堡に改編され、同時に石岡及び東勢鎮、豊原を上堡と改められた。1887年（光緒13年）に福建台湾省が設置されると台湾府台湾県栜東上堡になった。
1895年から日本による台湾統治が始まると台中県が設置され、その下に弁務署が設置された。石岡は台中県葫蘆墩弁務署栜東上堡に帰属し、石崗区庄長が置かれ石崗仔庄、先塘坪、社寮角、土牛及朴仔口庄などを管轄しや。1902年、3県3庁及び弁務署制を廃止し庁制が施行され、台湾全土に20庁が設置され、庁の下に各支庁が設置された。1920年10月、地方制度實施に伴う大規模な行政区改革が実施され、台湾全土に5州3庁、その下に郡・支庁・街・庄・区が設置された。台中県は台中州に改められ，堡は郡へ改められた。石岡地区は舊稱「石崗仔」を簡略化した內地風地名「石岡（いしおか）」と改称されると同時に台中州東勢郡石岡庄となった。
台湾の中華民国への編入後は、台中県東勢区石岡郷となった。1950年の区署廃止により台中県石岡郷に改編されたが、2010年12月25日の台中県市合併・直轄市昇格に伴って「石岡区」となり、現在に至る。

## 行政区
| 里                                                                             |
| ------------------------------------------------------------------------------ |
| 石岡里、万安里、九房里、金星里、龍興里、万興里、梅子里、土牛里、徳興里、和盛里 |

## 教育

### 国民中学
- 台中市立石岡国民中学

### 国民小学
- 台中市石岡区石岡国民小学
- 台中市石岡区土牛国民小学

## 交通
| 種別 | 路線名称 | その他 |
| ---- | -------- | ------ |
| 省道 | 台3線    |        |

## 観光

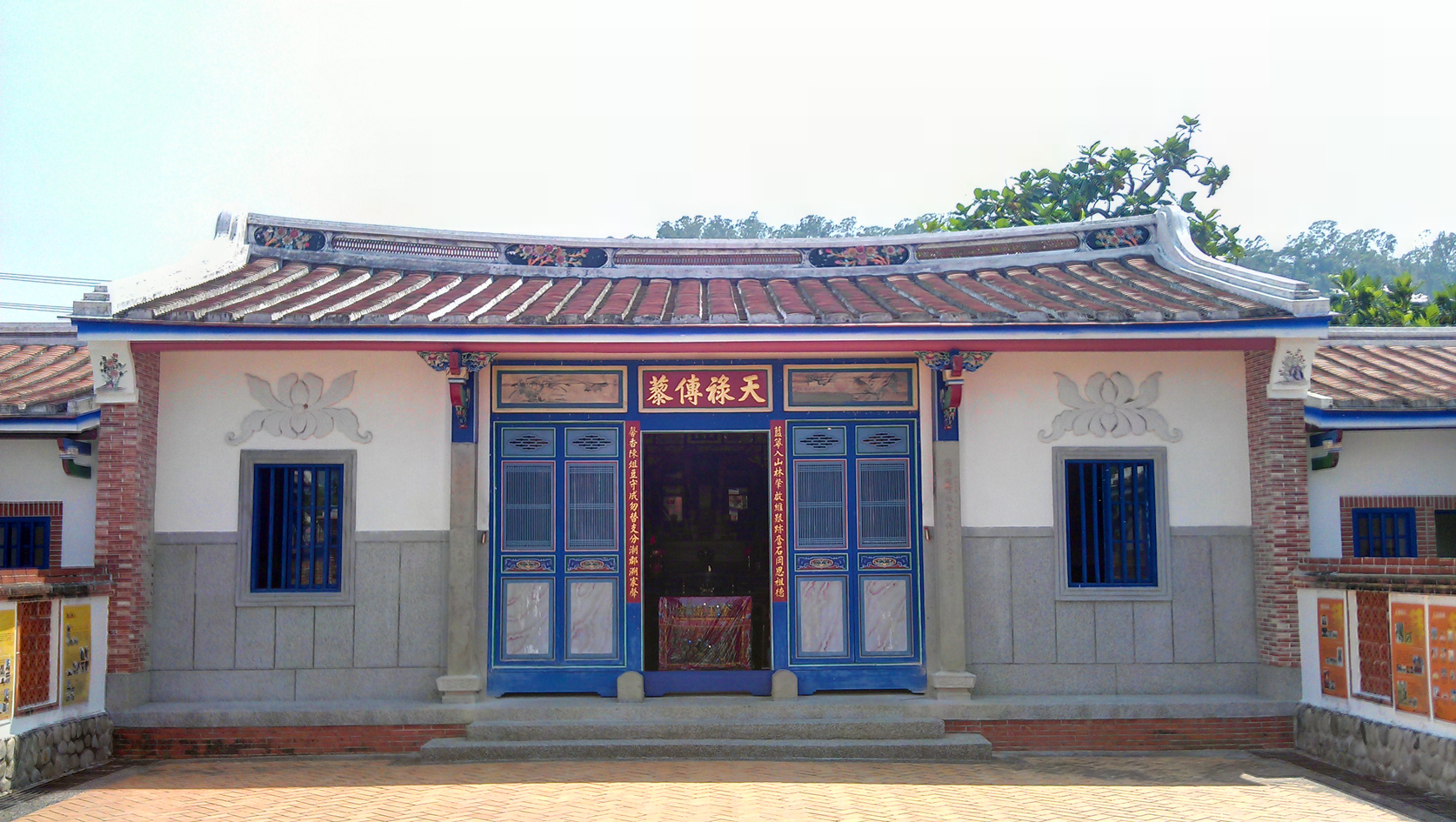
土牛客家文化館

- 東豊自行車緑廊
- 石岡ダム（中国語版）
- 金星石珠（中国語版）
- 梅子里
- 石岡農会精米穀倉（中国語版）
- 挑物古道
- 土牛客家文化館（中国語版）
- 食水嵙渓（中国語版）